# Станиславски феномен
Станиславски феномен (понякога Станиславовски феномен, Ивано-Франковски феномен) (на украински: Станіславський феномен) е прозвището на група украински писатели и художници, които се отъждествяват с името на техния град, Ивано-Франкивск (до 1939 г. – Станислав). Терминът „станиславски феномен“ се отнася за художници, които са живели в град Ивано-Франковск, Ивано-Франковска област, и са свързани със западния постмодернизъм след разпадането на СССР.

## Представители
Някои от най-видните представители на Станиславския феномен са:
| Портрет | Писател           | Година на раждане |
| ------- | ----------------- | ----------------- |
|         | Юрий Андрухович   | 1960 г.           |
|         | Халина Петросаняк | 1969 г.           |
|         | Юрий Издрик       | 1962 г.           |
|         | Володимир Ешкилев | 1965 г.           |
|         | Тарас Прохаско    | 1968 г.           |
|         | Степан Процюк     | 1964 г.           |
|         | Любко Дереш       | 1984 г.           |

Сред проектите на тази група най-важни са списанията „Четвер“ и „Плерома“, редакционните проекти на Юрий Андрухович под егидата на списание „Перевал“.

## История
Терминът „Станиславски феномен“ е формулиран за първи път от Володимир Ешкилев по време на художествената изложба „Покривен материал №2“ на 13 юни 1992 година.
Историческата предпоставка за възникването на Станиславския феномен е разпадането на СССР и „ситуацията на културна отвореност“, която води до промени в естетическите стандарти и художествени насоки, както и необходимостта от преминаване към постмодерен дискурс в литературата. Трансформационният процес се състои от заимстване на приемливи елементи от световния постмодернизъм и инжектирането им по „Мичуринов метод“ в неприемливи украински реалности, израснали върху почвата на културна маргиналност.
Група, близка до Ешкилев, поддържа мнението, че Ивано-Франкивск е литературната и културна столица на Украйна. Според тази група, обективните основания за съществуването на Станиславския феномен са, че Западна Украйна е своеобразен аванпост на украиноезичната литература. Групата около Станиславския феномен е фокусирана върху западните модели на функциониране на културното пространство, което ги отличава от другите постсъветски украински писатели.